# سجين 13
سجين 13 (بالإنجليزية:Convict 13) فيلم كوميدي صامت قصير أنتج سنة 1920 بطولة باستر كيتون وتأليف وإخراج كيتون وإدوارد إف كلاين.

## طاقم التمثيل
- باستر كيتون
- سيبيل سيلي
- جو روبرتس
- إدوارد إف كلاين
- جو كيتون
- لويس كيتون

## وصلات خارجية
- الفيلم القصير Convict 13 متوفر للتحميل من موقع أرشيف الإنترنت [المزيد]
- سجين 13 على موقع IMDb (الإنجليزية)
- سجين 13 على موقع روتن توميتوز (الإنجليزية)
- سجين 13 على موقع ألو سيني (الفرنسية)
- سجين 13 على موقع أول موفي (الإنجليزية)
- سجين 13 على موقع فيلمافينيتي (الإسبانية)
- سجين 13 على موقع قاعدة بيانات الفيلم (الإنجليزية)
- سجين 13 على موقع ليتربوكسد (الإنجليزية)
- سجين 13 على موقع كينوبويسك (الروسية)
- Convict 13 on يوتيوب